# Ramón Briseño
Ramón Briseño Calderón (Santiago, 1814 - ibídem, 1898) fue uno de los más importantes bibliógrafos chilenos.

## Biografía
Sus padres fueron Cayetano Briseño y Francisca Calderón. Estudió en el Instituto Nacional y más tarde se recibió de abogado en la Universidad de Chile. Fue profesor de filosofía y de derecho natural en el Instituto Nacional. Desempeñó el cargo de oficial mayor del Ministerio del Interior desde 1849 hasta 1856. Fue juez de menores de Santiago y secretario de la Facultad de Filosofía y Humanidades de la Universidad de Chile. Redactó la Estadística bibliográfica de la literatura chilena desde 1812 a 1879. Fue director de la Biblioteca Nacional desde 1864 a 1886 y diputado electo suplente por Curicó entre 1849 y 1852.
Se cree que Ramón Laval Alvial, amigo de Briseño, habría encontrado el modo de ganar el Jubileo Santo de 1776, y que según su propio relato, el hallazgo fue hecho entre los libros de la biblioteca de Ramón Briseño, que en 1901 había sido comprada por la Biblioteca Nacional. Briceño, era también un bibliógrafo aficionado a los libros de rezo, y sin embargo, nunca habría publicado dicha pertenencia, las razones de esto, hasta ahora son desconocidas.